# Afrostyrax lepidophyllus
Afrostyrax lepidophyllus, biljna vrsta iz porodice Huaceae, dio reda ceceljolike (Oxalidales). Vrsta je korisnog drveta je uspravnog debla čija su domovina šume zapadne tropske Afrike (Kamerun, Gabon, DR Kongo, Republika Kongo, Srednjoafrička Republika, Gana).
Naraste od 15 do 20 metara visine (50 do 70 stopa). 
Drvo, listovi i plodovi imaju jak miris po luku ili češnjaku. Kora se koristi za umake i začine. U medicini se koriste kora, listovi, plodovi i korijen (uz ostalo, protiv bolova i veneričnih bolesti).
Vrsta je opisana u Botanische Jahrbücher für Systematik, Pflanzengeschichte und Pflanzengeographie 43: 216. 1909.
- A. lepidophyllus
- A. lepidophyllus